# Steneby kyrka
Steneby kyrka är en kyrkobyggnad som sedan 2022 tillhör Steneby församling i Karlstads stift. Kyrkan ligger i Steneby socken i Bengtsfors kommun. 
Väster om kyrkan finns en höjd som kallas klockeberget där kyrkans klockstaplar tidigare har stått. Enligt äldre traditioner har klockeberget med dess jättegrytor varit en kultplats. Nu avsatt som Steneby naturreservat.

## Kyrkobyggnaden
Kyrkan är byggd av sten och består av ett långhus med tresidigt kor i öster. Öster om koret finns en vidbyggd oktagonal sakristia. Vid långhusets västra kortsida finns ett kyrktorn med vapenhus och ingång. Långhuset och sakristian har valmade sadeltak täckta med skiffer. Tornet har en skifferklädd huv som kröns av en svartmålad lanternin av trä med plåttak. Lanterninens tak kröns i sin tur av ett förgyllt kors på kula.

### Tillkomst och ombyggnader
Ursprungliga kyrkan uppfördes omkring år 1200 eller möjligen vid slutet av 1100-talet. Av denna kyrka finns partier kvar i långhusets västra del. Åren 1732–1733 genomfördes en ombyggnad då det medeltida koret med valvbåge revs. Kyrkan förlängdes åt öster och fick sitt nuvarande tresidiga kor. Nuvarande oktogonala sakristia öster om koret uppfördes någon gång mellan 1735 och 1751. Kyrktornet uppfördes 1751 samtidigt som kyrkan förlängdes någon meter åt väster. Vid tornets uppförande revs en fristående klockstapel på klockeberget. 1824 belades yttertaket med skiffer. Vid mitten av 1800-talet tillkom nuvarande rundbågiga fönster. Tidigare platta innertak ersattes med ett välvt tak. Under 1890-talet genomgick interiören stora restaureringar då väggar och tak försågs med dekormålningar och nya bänkar sattes in. En renovering genomfördes 1958 efter handlingar av arkitekt Ärland Noreen då nuvarande bänkar sattes in. Vägg- och takmålningar målades över i ljusblå färg. Korgolvet och mittgångens golv belades med kalkstensplattor. Altaruppsats, predikstol och epitafier konserverades av konservator Olle Hellström. En renovering genomfördes åren 1984–1985 under ansvar av arkitekt Janne Feldt då vägg- och takmålningar togs fram. Bänkar, kolonner, läktarbröstning m.m. fick sin nuvarande färgsättning. Orgelläktaren försågs med en underbyggnad. Långhusets skiffertak lades om åren 1984–1985, medan tornets skiffertak lades om år 2002.

## Inventarier
- Predikstolen i rokoko är tillverkad 1779 av Erik Grund i Karlstad. Predikstolen är målad i blått och grått och dess korg har förgyllningar med symboler för evangelisterna samt Kristi pinoredskap. Ovanpå baldakinen finns en änglafigur med Mose stentavlor.
- Under predikstolen ligger foten av en medeltida dopfunt av täljsten som är daterad till omkring år 1200. Vid en nisch i södra korväggen står en dopfunt från 1700-talet med fot av kalksten. Tillhörande dopskål av trä bärs upp av en putto. En svävade vit träduva är monterad ovanför skålen. Nuvarande dopfunt av kalksten från 1958 står framför funten från 1700-talet.
- Det vitputsade altaret är av gråsten och har två kalkstenshällar. Enligt uppgift är altaret uppmurat 1733.
- Altaruppsatsen är tillverkad 1738 av bildhuggaren Nils Falk. Altaruppsatsens nedre tavla föreställer Kristus på korset omgiven av Maria och Johannes. Övre tavlan föreställer segerlammet med en fana.
- Tornets kyrkklockor är från 1756 och 1932. Bakom altaret finns en medeltida kyrkklocka.

### Orgel
- 1865 flyttades en orgel hit från Skredsviks kyrka. Den var byggd 1790 av Johan Ewerhardt den äldre, Skara och hade 6 stämmor.
- 1921 byggde Olof Hammarberg, Göteborg en orgel med 12 stämmor.
- Det nuvarande mekaniska verket tillverkades 1959 av A Mårtenssons Orgelfabrik AB, Lund och har femton stämmor fördelade på två manualer och pedal. Tonomfånget är på 56/30. Orgeln står på västra läktaren och fasaden är från 1790 års orgel.[1]

| Huvudverk I     | Svällverk II      | Pedal            | Koppel |
| Gedackt 8´      | Rörflöjt 8´       | Subbas 16´       | I/P    |
| Principal 4'    | Spetsgamba 8'     | Gedacktpommer 8´ | II/P   |
| Koppelflöjt 4'  | Nachthorn 4'      | Koralbas 4'      | II/I   |
| Gemshorn 2'     | Principal 2'      |                  |        |
| Kvinta 1 1/3'   | Cimbel 3 chor     |                  |        |
| Mixtur 3-4 chor | Krumhorn 8'       |                  |        |
|                 | Tremulant         |                  |        |
|                 | Crescendosvällare |                  |        |